# Anne Seymour Damer
Anne Seymour Damer, född 1748, död 1828, var en brittisk skulptör, författare, resenär, teaterproducent och skådespelare. Hon var berömd i sin samtid och deltog i utställningarna på The Royal Academy från 1784 till 1818. 

## Eftermäle
Nedslagskratern Damer på planeten Merkurius är uppkallad efter henne.